# So I'm a Spider, So What?
So I'm a Spider, So What? (яп. 蜘蛛ですが、なにか？, Kumo Desu ga, Nanika?, Я павучиха, то й що?) — серія ранобе в жанрі ісекай, написана Окіною Бабою та ілюстрована Цукасою Кірю. Сюжет оповідає про клас, що загинув у таємничому вибуху та переродився в іншому світі, де одна з дівчат реінкарнувалася в павука підземелля. Ця павучиха, розвиваючись, значно впливає на світ, стаючи однією з наймогутніших істот, тоді як учні та їхній учитель стикаються з наслідками її дій та вчинків інших армій. Серія отримала манґа-адаптацію та аніме-серіал, створений студією Millepensee, що транслювався з січня по липень 2021 року.

## Сюжет
У світі, де битва між Героєм і Володарем Демонів повторювалася знову і знову, величезне просторово-часове заклинання дало збій і вразило шкільний клас у Японії, знищивши всіх учнів. Однак, завдяки, здавалося б диву, всі студенти переродилися в тому іншому світі. Тоді як деякі з них мали щастя стати членами королівських родин, шляхтичами та іншими впливовими особами, одній дівчині не пощастило. Переродившись як найслабший павукоподібний монстр у підземеллі що кишить лютими звірами, вона змушена переживати надзвичайні труднощі. Попри все, озброєна лише своїми людськими знаннями та непереборним оптимізмом, вона продовжує боротися та виживати проти істот, набагато сильніших за неї.

## Медіа

### Ранобе
Окіна Баба розпочала серіалізацію серії як веброану на сайті Shōsetsuka ni Narō 27 травня 2015 року. Видавництво Fujimi Shobo придбало серію для друкованої публікації та видало перший випуск ранобе з ілюстраціями Цукаси Кірю в грудні 2015 року. Yen Press оголосила про придбання ліцензії на серію під час своєї панелі на Sakura-Con 15 квітня 2017 року. Основна історія серії завершилася виходом 16-го тому 8 січня 2022 року.
| №   | Дата виходу     | ISBN                   |
| --- | --------------- | ---------------------- |
| 1   | 10 грудня 2015  | ISBN 978-4-04-070829-4 |
| 2   | 10 березня 2016 | ISBN 978-4-04-070849-2 |
| 3   | 9 липня 2016    | ISBN 978-4-04-070942-0 |
| 4   | 8 жовтня 2016   | ISBN 978-4-04-072062-3 |
| 5   | 10 лютого 2017  | ISBN 978-4-04-072186-6 |
| 6   | 9 червня 2017   | ISBN 978-4-04-072325-9 |
| 7   | 10 жовтня 2017  | ISBN 978-4-04-072482-9 |
| 8   | 10 березня 2018 | ISBN 978-4-04-072483-6 |
| 9   | 10 липня 2018   | ISBN 978-4-04-072792-9 |
| 10  | 10 січня 2019   | ISBN 978-4-04-072794-3 |
| 11  | 10 липня 2019   | ISBN 978-4-04-072795-0 |
| 12  | 10 січня 2020   | ISBN 978-4-04-072795-0 |
| 13  | 10 липня 2020   | ISBN 978-4-04-073699-0 |
| EX  | 10 грудня 2020  | ISBN 978-4-04-073564-1 |
| 14  | 9 січня 2021    | ISBN 978-4-04-073926-7 |
| 15  | 10 грудня 2021  | ISBN 978-4-04-074354-7 |
| 16  | 8 січня 2022    | ISBN 978-4-04-074356-1 |
| EX2 | 10 лютого 2023  | ISBN 978-4-04-074852-8 |

### Манґа
Асахіро Какаші запустив манґу на сайті Young Ace Up видавництва Kadokawa Shoten 22 грудня 2015 року. Спіноф манґа, «So I'm a Spider, So What? The Daily Lives of the Kumoko Sisters» (повсякденне життя сестер Кумоко), ілюстрована Ґратіном Торі, публікувалася на Young Ace Up з 18 липня 2019 року до 8 грудня 2022 року та була зібрана в шість томів. Обидві манґи також ліцензовані Yen Press.
| №  | Дата виходу      | ISBN                   |
| -- | ---------------- | ---------------------- |
| 1  | 9 липня 2016     | ISBN 978-4-04-104551-0 |
| 2  | 3 грудня 2016    | ISBN 978-4-04-104885-6 |
| 3  | 9 червня 2017    | ISBN 978-4-04-105646-2 |
| 4  | 29 грудня 2017   | ISBN 978-4-04-106395-8 |
| 5  | 10 липня 2018    | ISBN 978-4-04-107058-1 |
| 6  | 10 січня 2019    | ISBN 978-4-04-107061-1 |
| 7  | 10 липня 2019    | ISBN 978-4-04-107059-8 |
| 8  | 3 березня 2020   | ISBN 978-4-04-108936-1 |
| 9  | 10 жовтня 2020   | ISBN 978-4-04-109922-3 |
| 10 | 9 квітня 2021    | ISBN 978-4-04-109923-0 |
| 11 | 9 листопада 2021 | ISBN 978-4-04-112021-7 |
| 12 | 7 жовтня 2022    | ISBN 978-4-04-112966-1 |
| 13 | 10 липня 2023    | ISBN 978-4-04-113909-7 |
| 14 | 9 квітня 2024    | ISBN 978-4-04-114829-7 |
| 15 | 10 березня 2025  | ISBN 978-4-04-115941-5 |

### Аніме
6 липня 2018 року з'явилася інформація про те, що серія отримає аніме-адаптацію, згідно з попереднім оглядом п'ятого тому манґи. Цей звіт був підтверджений на стенді Kadokawa на Anime Expo пізніше того ж дня, і було оголошено, що адаптація буде телевізійним серіалом. Спочатку прем'єра була запланована на 2020 рік, але її перенесли на січень 2021 року через пандемію COVID-19. 24 серійний серіал був анімований студією Millepensee та зрежисований Шіном Ітагакі, сценарій до серіалу контролювали Окіна Баба та Юічіро Момосе, дизайн персонажів розробляв Кіі Танака, музику до серіалу писав Шуджі Катаяма, а продюсував серіал Джотаро Ішігамі.
Серіал транслювався з 8 січня по 3 липня 2021 року на AT-X та інших каналах. Перша початкова тема — «keep weaving your spider way» у виконанні Ріко Азуни, тоді як перша завершальна тема — «Do Your Best! Kumoko-san's Theme» (яп. がんばれ！蜘蛛子さんのテーマ, Ganbare! Kumoko-san no Tēma) у виконанні I (Аой Юкі). Друга початкова тема — «Bursty Greedy Spider» у виконанні Кономі Сузукі, а друга завершальна тема — «Reality Convex Hierarchy» (яп. 現実凸撃ヒエラルキー, Genjitsu Totsugeki Hierarchy) у виконанні Юкі.
За межами Азії серіал транслюється на Crunchyroll. Medialink ліцензувала серіал у Південно-Східній та Південній Азії, транслюючи його на своєму YouTube-каналі Ani-One та Bilibili. Фінальний епізод було відкладено через проблеми з виробництвом і вийшов на тиждень пізніше, 3 липня 2021 року.

#### Серії
| Частина 1 | |                               |                  |                 |
| 1 | «Переродження в іншому світі» Транслітерація: «Tensei, Isekai?» (яп. 転生、異世界？)                                                         | Шінґо Танабе                  | Юічіро Момосе    | 8 січня 2021    |
| Під час звичайного дня вибух знищує цілий шкільний клас, а одна з дівчат перероджується в іншому світі як слабкий павук. Вона швидко усвідомлює, що світ функціонує за логікою RPG, і, попри марно витрачені очки навичок, змушена виживати, вдаючись до канібалізму та долаючи труднощі. Згодом з'ясовується, що її однокласники також переродилися в різних ролях, включаючи принців, шляхтичів та інших істот, і всі вони навчаються в магічній школі.                                                 | |                               |                  |                 |
| 2 | «Мій дім у вогні?» Транслітерація: «Mai Hōmu, Enjō?» (яп. マイホーム、炎上？)                                                                | Шін'ічіро Уеда                | Юічіро Момосе    | 15 січня 2021   |
| Фей вважає, що її переродження драконом є кармою за цькування Хіїро Вакаби. Тим часом, Павучиха виявляє здатність до самозцілення, будує гніздо, але втрачає його під час нападу людей, які шукають драконяче яйце. Пригнічена, вона посилено полює на монстрів, щоб стати сильнішою. Після перемоги над гігантською змією, Павучиха досягає максимального рівня та еволюціонує, тоді як Фей також вирішує посилюватись.                                                                                  | |                               |                  |                 |
| 3 | «Земляний змій (Дракон), погані новини?» Транслітерація: «Chiryū (Ryū), Yabai?» (яп. 地竜（龍）、ヤバい？)                                   | Шінґо Танабе                  | Міцутака Хірота  | 22 січня 2021   |
| Після еволюції Павучиха потрапляє до нижнього рівня підземелля, де стикається з набагато сильнішими монстрами та могутнім земляним драконом Арабою. Тим часом, в Академії, клас Шуна атакує земляний дракон, якого Шун перемагає разом з однокласниками. Проте, Фей отримує титул <Пожирач рідних>, що вказує на її зв'язок із загиблим драконом, тоді як розлючений Гуго спостерігає за тріумфом Шуна.                                                                                                   | |                               |                  |                 |
| 4 | «Мавпа, що ж це?» Транслітерація: «Saru, Hoā?» (яп. 猿、ホアー？)                                                                            | Шін'ічіро Уеда                | Юічіро Момосе    | 29 січня 2021   |
| Павучиха, залишившись у нижньому рівні підземелля, виживає, поїдаючи отруйних личинок і підвищуючи рівень. Здобувши перемогу над кількома слабкими монстрами, вона помилково вбиває мавпу, викликаючи помсту її родини. Після виснажливої битви, Павучиха виходить переможцем і знаходить шлях, який веде її не до верхнього, а до середнього, вогняного рівня підземелля. | |                               |                  |                 |
| 5 | «Чи смакує сом?» Транслітерація: «Namazutte, Oishii?» (яп. なまずって、おいしい？)                                                           | Шінґо Танабе                  | Міцутака Хірота  | 5 лютого 2021   |
| Павучиха еволюціонує в Малого Отруйного Таратекта та отримує навичку «Гордість», яка дає їй нові, хоч і незрозумілі, магічні здібності. Тим часом, Шун і Фей в академії спостерігають за зростаючим релігійним фанатизмом Юрі, яка вимагає знищувати носіїв навички «Табу». Павучиха виявляє спосіб вбивати сомів у лавовому озері, а поблизу озера з'являється Юліус зі своєю командою. | |                               |                  |                 |
| 6 | «Герой і Володар Демонів?» Транслітерація: «Yūsha to, Maō?» (яп. 勇者と、魔王？)                                                             | Шін'ічіро Уеда                | Юічіро Момосе    | 12 лютого 2021  |
| Павучиха еволюціонує в <Зоа Еле> павука, отримуючи нові бойові та навички, а також здатність бачити майбутнє та «Подвійне сприйняття». Вона змушена боротися за виживання в підземеллі, де на неї полює команда Героя Юліуса. Юліус перемагає могутнього Залишкового Кошмара, але відчуває, що той чогось боявся. Згодом виявляється, що за Залишковим Кошмаром спостерігав Володар Демонів, а популярність Шуна зростає, що дратує Гуго.                                                                 | |                               |                  |                 |
| 7 | «Весна для принців?» Транслітерація: «Ōji-tachi, Seishun Suru?» (яп. 王子たち、青春する？)                                                   | Шінґо Танабе                  | Міцутака Хірота  | 19 лютого 2021  |
| Шун дізнається від пані Оки про долі перероджених однокласників, а згодом на нього нападає Гуго, який планує вбити студентів, але його зупиняє пані Ока. Тим часом, Павучиха розблоковує навичку <Мудрість> від загадкового Адміністратора D, що викликає в неї страх через усвідомлення божественного спостерігача. Гуго ж, прагнучи помсти, приймає допомогу від дівчини, яка виявляється однією зі зниклих переродженців.                                                                              | |                               |                  |                 |
| 8 | «Я мертва?» Транслітерація: «Watashi, Shisu?» (яп. 私、死す？)                                                                               | Шін'ічіро Уеда                | Юічіро Момосе    | 26 лютого 2021  |
| Спроба Гуго вбити Шуна приховується, а Шун згадує Хіїро, яка була об'єктом булінгу. Павучиха розвиває <Подвійне Сприйняття>, отримуючи три розуми, що дозволяє їй почати використовувати магію, але вона зазнає нападу могутнього Вогняного Дракона, під час якого розблоковує четвертий розум. У цей же час пані Ока повідомляє Шуну, що Хіїро загинула. | |                               |                  |                 |
| 9 | «Я не можу говорити, ісекай?» Транслітерація: «Ai Kyanto Supīku, Isekaigo?» (яп. アイキャントスピーク、イセカイゴ？)                         | Шінґо Танабе                  | Міцутака Хірота  | 5 березня 2021  |
| Юліус повідомляє Шуну про мобілізацію демонів та свою відправку на фронт. Павучиха, що виявилася ілюзією, використовує <Магію Безодні> для вбивства дракона, після чого до неї з'являється загадковий чоловік та Адміністратор D, який називає себе злою богинею. Згодом Володар Демонів оголошує війну людству, а Шун отримує титул <Герой>, що свідчить про загибель Юліуса. Нотатка: У цьому епізоді з'ясовується, що історія Павучихи відбувається за п'ятнадцять років до подій інших однокласників. | |                               |                  |                 |
| 10 | «Хто цей старий?» Транслітерація: «Kono Jijī, Dare?» (яп. このじじい、誰？)                                                                  | Шін'ічіро Уеда                | Міцутака Хірота  | 12 березня 2021 |
| Павучиха знаходить шлях до верхнього рівня після роздумів про D та еволюціонує, проте її навичка <Табу> досягає максимуму, змушуючи її втратити свідомість. Шун приймає роль Героя і залишає академію. Тим часом, маг Ронандт розслідує появу Королеви Таратект, підозрюючи її зв'язок із Зоа Еле, яку він зустрів 15 років тому. | |                               |                  |                 |
| 11 | «Наступного разу буде велика битва?» Транслітерація: «Jikai, Kessen?» (яп. 次回、決戦？)                                                     | Шінґо Танабе                  | Юічіро Момосе    | 19 березня 2021 |
| Шун стає Героєм після загибелі Юліуса, укладає пакт з Фей (яка еволюціонує в яйце) та приймає Хайрінса у свою команду. Тим часом, Павучиха, після досягнення навичкою <Табу> максимального рівня, бачить видіння апокаліпсису і вирішує стати сильнішою. Вона готується до вирішальної битви проти могутнього Араби. | |                               |                  |                 |
| 12 | «Моя битва тільки почалася?» Транслітерація: «Watashi no Tatakai wa, Kore Kara da?» (яп. 私の戦いは、これからだ？)                           | Шін'ічіро Уеда                | Юічіро Момосе    | 26 березня 2021 |
| У битві з Арабою Павучиха вдається до хитрощів, виснажуючи його витривалість, що дозволяє їй здобути перемогу, хоч і залишає її з відчуттям порожнечі. Тим часом, Шун клянеться помститися за Юліуса, не знаючи про змови Гуго. У минулому Павучиха нарешті знаходить вихід із лабіринту, слідуючи за заклинанням відстеження, залишеним на людях. | |                               |                  |                 |
| Частина 2 | |                               |                  |                 |
| 13 | «Ура, я назовні, я вільна?» Транслітерація: «Yattā, Soto dā Watashi wa Jiyū ...... da?» (яп. やったー、外だー 私は自由......だ？)            | Шінґо Танабе                  | Юічіро Момосе    | 9 квітня 2021   |
| Павучиха вибирається з лабіринту та ігнорує накази матері повернутися, мріючи про еволюцію в <Арахну>. У сьогоденні Шун зустрічається з Потімасом, який попереджає його про демонів і церкву, а Катію та Сью викрадає Гуго, що співпрацює з Сілісом. Тим часом у минулому мати Павучихи намагається підкорити її, але Павучиха перемагає посланих нею монстрів і атакує її свідомість своїми паралельними розумами.                                                                                       | |                               |                  |                 |
| 14 | «Ти бунтуєш? Я, самопринижена» Транслітерація: «Omae Hangyaku? Watashi, Jigyaku» (яп. おまえ反逆？ 私、自虐)                                 | Шін'ічіро Уеда Мічіта Шіраіші | Міцутака Хірота  | 16 квітня 2021  |
| Павучиха зустрічає перероджену вампірку Софію, яку рятує від бандитів та ельфів. У сьогоденні Сью вбиває короля, підставляючи Шуна, якого арештовують Сіліс та Гуго за участь у державному перевороті. Шун втікає за допомогою союзників, але на них нападають Софія та контрольована Катія. Зрештою, Фей еволюціонує і рятує їх, а Софія повідомляє Володарю Демонів про успішне виконання місії. | |                               |                  |                 |
| 15 | «Мати надіслала цих надокучливих Павуків-маріонеток?» Транслітерація: «Mazā, Kara no Yakkai Kumo Ningyō?» (яп. マザー、からの厄介蜘蛛人形？) | Шінґо Танабе                  | Юічіро Момосе    | 23 квітня 2021  |
| Поки паралельні свідомості Павучихи атакують розум її матері, остання виходить з лабіринту, щоб переслідувати її. Павучиха повертається до гнізда, де потрапляє в засідку, але завдяки еволюції та телепортації знищує ворогів. В сьогоденні пані Ока попереджає Шуна про напад Гуго на Ельфійське Село, спонукаючи Шуна та його групу вирушити туди через лабіринт, де колись мешкала Павучиха. | |                               |                  |                 |
| 16 | «Я забігаю наперед?» Транслітерація: «Furaingu, Getto?» (яп. フライング、ゲット？)                                                           | Шін'ічіро Уеда                | Міцутака Хірота  | 30 квітня 2021  |
| Після еволюції Павучиха отримує навичку <Безсмертя>, а D розкриває, що сама є переродженцем і причина вибуху — замах на її життя. У сьогоденні група Шуна проникає до лабіринту під водою, щоб дістатися до Ельфійського Села. Тим часом у минулому Павучиха перемагає Павука-маріонетку, але її раптово атакує та розносить на шматки Володар Демонів Аріель. | |                               |                  |                 |
| 17 | «Що я роблю?» Транслітерація: «Watashi, Nani Shiteru?» (яп. 私、なにしてる？)                                                                | Шінґо Танабе                  | Ясухіро Наканісі | 7 травня 2021   |
| Павучиха виживає після атаки Аріель завдяки <Безсмертю>, але усвідомлює загрозу магії, здатної вбити безсмертних. У сьогоденні група Шуна, перетнувши лабіринт, де вони зіткнулися з «Залишками Жаху», прямує до Ельфійського Села. Тим часом Аріель розлючено реагує на атаку паралельних розумів Павучихи, яка підтверджує її виживання. | |                               |                  |                 |
| 18 | «Ви, хлопці, такі собі, так?» Транслітерація: «Minna, Haraguroku ne?» (яп. みんな、腹黒くね？)                                               | Мічіта Шіраіші                | Юічіро Момосе    | 14 травня 2021  |
| Павучиха рятує Софію від ельфів та інших підозрілих осіб, що привертає увагу Потімаса та Дастіна, які готуються до конфлікту. Місцеві жителі починають вважати Павучиху Божественним Звіром і вишиковуються в чергу за зціленням. Тим часом, у сьогоденні група Шуна дізнається про релігійну ворожнечу та плани Гуго, вирішуючи його зупинити. | |                               |                  |                 |
| 19 | «Це, мабуть, зустріч класу?» Транслітерація: «Hirake, Dōsōkai?» (яп. ひらけ、同窓会？)                                                       | Шінґо Танабе                  | Міцутака Хірота  | 21 травня 2021  |
| Група Шуна прибуває до Ельфійського Села, де зустрічає живого Потімаса та викрадених ельфами однокласників. Тим часом, Павучиха вбиває свою ослаблену матір, отримавши її статисти від Паралельних Розумів, що розлючує Аріель. У минулому батьки Софії стикаються з вимогою видати Павучиху, а Потімас утримується від нападу, поки та поруч. | |                               |                  |                 |
| 20 | «Це не моя вина, чи не так?» Транслітерація: «Watashi no Sei ja nai, yo ne?» (яп. 私のせいじゃない、よね？)                                  | Шін'ічіро Уеда                | Юічіро Момосе    | 28 травня 2021  |
| Павучиха вступає в конфлікт з представником сусіднього королівства, а потім і з Гуліедістодієзом, відмовляючись припинити втручання задля запобігання апокаліпсису. Її дії призводять до оголошення війни, і Павучиха вирішує протистояти армії самотужки. У сьогоденні пані Ока сумнівається у своїх рішеннях щодо ув'язнення переродженців в Ельфійському Селі, поки армія Аріель, замаскована під війська Гуго, прямує до того ж села.                                                                 | |                               |                  |                 |
| 21 | «Отже, мене тут немає, так?» Транслітерація: «Watashi, Deban naitte ka?» (яп. 私、出番ないってか？)                                          | Шінґо Танабе                  | Ясухіро Наканісі | 4 червня 2021   |
| Група Шуна поповнюється двома переродженими однокласниками, а пані Ока пояснює, що їхнє переродження пов'язане з адміністраторами, які контролюють світ і маніпулюють Гуго. Ельфійське Село зазнає нападу Саджина, що руйнує вхід і бар'єр, дозволяючи армії Гуго атакувати. Пані Ока протистоїть Гуго, але, попри перемогу над Юрі, її рятує Шун та його група від Софії та Гуго. | |                               |                  |                 |
| 22 | «Будь вічною, я?» Транслітерація: «Watashi yo, Towa ni?» (яп. 私よ、永遠に？)                                                                | Мічіта Шіраіші                | Міцутака Хірота  | 11 червня 2021  |
| У минулому Павучиха вступає в бій проти армії, але її атакує Аріель, чия душа тепер частково злилася з паралельною свідомістю Павучихи. Аріель долає Павучиху, використовуючи навички, що блокують магію та телепортацію, і випаровує її за допомогою Магії Безодні, коли їхню битву перериває молодий Юліус. Тим часом у сьогоденні Шун наполягає на одноосібному протистоянні з Гуго. | |                               |                  |                 |
| 23 | «Мій старий друже, чому...?» Транслітерація: «Tomo yo, Naze Omae wa ......?» (яп. 友よ、なぜおまえは......？)                                | Шінґо Танабе                  | Міцутака Хірота  | 18 червня 2021  |
| Під час битви в Ельфійському Селі Шун перемагає Гуго, але Софія виявляється союзницею демонів і легко долає його групу. Їхній бій перериває прибуття Гніву, ще одного переродженця, як командира демонів. Однак ельфи контратакують за допомогою механічних дронів <Глорія>, знищуючи більшість демонів. Тим часом, Аріель наближається до села з жінкою, яка вбила Юліуса, і та вирішує перевірити Софію та Гніва.                                                                                       | |                               |                  |                 |
| 24 | «То я все ще павучиха, то й що?» Транслітерація: «Mada Kumo Desu ga, Nanika?» (яп. まだ蜘蛛ですが、なにか？)                                 | Шін'ічіро Уеда Шін Ітагакі    | Юічіро Момосе    | 3 липня 2021    |
| Шун оживляє Анну забороненою магією, досягаючи 10-го рівня <Табу> та дізнаючись правду про світ, а Гуго нокаутує Хіїро Вакабу, яка виявляється Павучихою. У минулому Павучиха виживає після атаки Аріель, еволюціонує в <Арахну>, і разом з Аріель та Софією (що перетворила Меразофіса на вампіра) вони прямують на Демонічну Територію після битви з Потімасом. У сьогоденні група Хіїро готується до боротьби з Потімасом.                                                                             | |                               |                  |                 |

## Нотатки
1. Збірка додаткових матеріалів включає візуальні елементи, авторський контент, понад 30 дизайнів персонажів від Кірюджі та 5 кольорових ілюстрацій, також виконаних ним. Також представлено навички різних перероджених персонажів.
2. ↑  Збірка додаткових матеріалів включає візуальні елементи, авторський контент, понад 30 дизайнів персонажів від Кірюджі та 5 кольорових ілюстрацій, також виконаних ним. Також представлено навички різних перероджених персонажів.
3. ↑  Усі назви взяти та перекладені з англійсьокої мови на сайті Crunchyroll.[50]